# Bâtir sain
Bâtir Sain est une association à but non lucratif régie par la loi de 1901 fondée en 1984 par trois architectes. 
Indépendante, elle est animée par une équipe d’experts dans le domaine de la construction et de l’architecture écologique.